# Canna (eiland)
Canna (Schots-Gaelisch: Eilean Channaidh) is een eiland van de Binnen-Hebriden, dat zich ten zuiden van het eiland Skye bevindt.
Canna en het nabijgelegen eiland Sanday, dat bij laag water te voet bereikbaar is, zijn sinds 1981 eigendom van de National Trust for Scotland (NTS). Het eiland had ooit 436 bewoners; volgens de telling van 2001 had het eiland op dat moment een bevolking bestaande uit 12 mensen (voornamelijk rooms-katholiek) en ongeveer 10.000 bruine ratten. Deze ratten zijn in maart 2006 grotendeels uitgeroeid, omdat zij een bedreiging vormden voor de vogelstand. De NTS heeft op 9 oktober 2006 een opmerkelijk persbericht uitgegeven: nieuwe bewoners gezocht voor het eiland.. Volgens dat persbericht wonen er momenteel 15 mensen op het eiland. Na deze oproep is er een gezin van 5 komen wonen op het eiland. Het eiland telt in 2015 19 inwoners.
In 2014 is Floortje Dessing voor haar programma Floortje naar het einde van de wereld naar het eiland toe gegaan en heeft daar geslapen bij het nieuwe gezin op het eiland.
De hoogste plaats op het eiland is Carn a' Ghaill (Schots-Gaelisch voor rotsige stormheuvel), een rotsige heuvel van 210 meter hoog. De natuurlijke inham tussen Canna en Sanday wordt gebruikt door de Caledonian MacBrayne ferries, die het eiland verbinden met het Schotse vasteland (Mallaig) en met de nabijgelegen Small Isles Rum, Eigg en Muck
Op het eiland broeden vrij veel vogels zoals de Noordse pijlstormvogel en de papegaaiduiker. Het eiland is sinds 1938 een vogelreservaat.